# Радіовимірювач (підприємство)
Державне підприємство «Радіовимірювач» створено в 1944 році і спеціалізується на виробництві сучасної авіаційної навігаційно-посадкової апаратури ближньої навігації. Розташоване в Дарницькому районі міста Києва за адресою вул. Колекторна 24/26.
Основними напрямками діяльності підприємства є продукція виробничо-технічного призначення: апаратура навігації і посадки для літаків цивільної авіації, виробів гібридної і функціональної мікроелектроніки: мікрозбірки і мікроблоки для надвисокочастотної і аналого-цифрової апаратури, а також інші товари народного споживання.

## Історія
Підприємство було створено 19 квітня 1944 року як електромеханічний завод «Київенерго». Першопочатково виробничі потужності заводу розміщувалися на території колишнього заводу «Автомат» посеред житлових кварталів Подолу.
1957 року підприємство перейменували у Київський завод «Радіовимірювач». Першою продукцією стали генератори метрових хвиль, стабілізатори напруги, контрольні дешифратори, генератори сигналів та інші вироби. З 1964 року на заводі розпочали випуск бортової апаратури інструментальної системи посадки літаків метрового діапазону.
Наприкінці 1960-х років було вирішено передислокувати завод до Дарницького району Києва і вже у 1970 році на новому механічному цеху вироблялися перші деталі та обладнання.
1985 року створено мікроелектронне виробництво «Мікрон», яке спеціалізувалося на випуску мікроелектронних пристроїв для різного типу виробів.
У березні 1995 року завод був внесений до переліку підприємств, що не підлягають приватизації у зв'язку з їх загальнодержавним значенням.
У квітні 1998 року відповідно до постанови Кабінету міністрів України завод був переданий у відання міністерства промислової політики України.
14 березня 2007 року Кабінет міністрів України прийняв постанову № 428, відповідно до якого був створений державний концерн «Авіація України», до складу якого був включений київський завод «Радіовимірювач» (пізніше, 30 жовтня 2008 концерн був перейменований у державний авіабудівний концерн «Антонов»).
9 червня 2010 року Кабінет міністрів України прийняв постанову № 405, відповідно до якого завод увійшов до переліку підприємств авіапромисловості України, які отримують державну підтримку.
Після створення в грудні 2010 року державного концерну «Укроборонпром», підприємство увійшло до його складу.
У 2019 році Державна аудиторська служба України провела аудит підприємства «Радіовимірювач», внаслідок чого були виявлені численні фінансові порушення. У період за 2014-2019 роки державне підприємство експортувало своєї продукції на загальну суму 43,7 млн гривень, головними споживачами стали Росія, Казахстан, Польща, Латвія, Литва, Азербайджан, Іспанія та Білорусь. У 2018 році підприємство мало негативну тенденцію по виплаті заробітної плати, що призвело до її затримки працівникам на три місяці. Також в процесі аудиту було встановлено, що на балансі підприємства обліковуються будівлі та споруди загальною площею 91 285 м², з яких 47 % простоюють та не використовуються. Знос основних засобів заводу становить 73,6% до первісної вартості.
У вересні 2020 року стало відомо про підписання меморандуму між десятьма оборонними підриємствами в рамках трансформації корпорації «Укроборонпром», який націлений на об'єднання в холдинг «Радарні системи» на базі науково-виробничого комплексу «Іскра». Зокрема до складу холдингу «Радарні системи» готове увійти державне підприємство «Радіовимірювач».
15 травня 2021 року стало відомо, що на державному підприємстві «Радіовимірювач» зібрали дві станції «Мінерал-У» для майбутнього комплексу. За словами директора «НДІ радіолокаційних систем „Квант-Радіолокація“» Едуарда Касапова, станом на середину травня станції проходять процес налаштування і підготовки до монтажу на колісне шасі Tatra.